# Сърт
Сърт (на тюркски език – възвишение, хълм) е слабо изразено в релефа възвишение, с широка и плоска повърхност и меки заоблени форми. Съртовете се явяват ниски, широки и плоски вододели в степите на Югоизточна Европа, между долините на реките Волга и Урал с до 300 – 350 m надморска височина. Такива са възвишенията Общ Сърт, Каменен Сърт, Креден Сърт. В България, в Източните Родопи, южно от долината на река Арда се издига ниския планински рид Сърта.
Същият термин се използва и за наименуване на високите (3500 – 4000 m) равни или леко хълмисти остатъци от заравнени повърхности в планината Тяншан (в Киргизстан). Те са усложнени от разломи и разчленени от повърхностна ерозия. И в двата региона съртовете са заети от степи и полупустини.